# Anacamptis
Anacamptis Rich., 1817 è un genere di piante della famiglia delle Orchidacee.
Il nome del genere deriva dal greco ἁνακάμπτειν = "ripiegare", con riferimento alla morfologia del labello.

## Descrizione
I caratteri comuni a tutte le specie del genere sono: l'apparato radicale costituito da due rizotuberi globosi; il fusto cilindrico con estremità apicale porporina; le foglie lanceolate mai maculate; brattee subuguali all'ovario; il labello rivolto in basso.

## Distribuzione e habitat
L'areale del genere comprende l'Europa centrale, i paesi del bacino del Mediterraneo e si estende sino al Caucaso e all'Iran.
In Italia è presente con 8 specie.

## Tassonomia
Il genere Anacamptis, ritenuto in passato un genere monospecifico, cui era attribuita la sola A. pyramidalis, comprende attualmente le seguenti specie, in precedenza attribuite in gran parte al genere Orchis:
- Anacamptis boryi (Rchb.f.) R.M.Bateman, Pridgeon & M.W.Chase, 1977
- Anacamptis collina (Banks & Sol. ex Russel) R.M.Bateman, Pridgeon & M.W.Chase, 1997
- Anacamptis coriophora (L.) R.M.Bateman, Pridgeon & M.W.Chase, 1997
- Anacamptis cyrenaica (E.A.Durand & Barratte) H.Kretzschmar, Eccarius & H.Dietr.
- Anacamptis israelitica (H. Baumann & Dafni) R.M.Bateman, Pridgeon & M.W.Chase, 1997
- Anacamptis laxiflora (Lam.) R.M.Bateman, Pridgeon & M.W.Chase, 1997
- Anacamptis morio (L.) R.M.Bateman, Pridgeon & M.W.Chase, 1997
  - Anacamptis morio subsp. morio
  - Anacamptis morio subsp. caucasica (K.Koch) H.Kretzschmar, Eccarius & H.Dietr.
  - Anacamptis morio subsp. champagneuxii (Barnéoud) H.Kretzschmar, Eccarius & H.Dietr.
  - Anacamptis morio subsp. longicornu (Poir.) H.Kretzschmar, Eccarius & H.Dietr.
  - Anacamptis morio subsp. picta (Loisel.) Jacquet & Scappat.
  - Anacamptis morio subsp. syriaca (E.G.Camus) H.Kretzschmar, Eccarius & H.Dietr.
- Anacamptis palustris (Jacq.) R.M.Bateman, Pridgeon & M.W.Chase, 1997
  - Anacamptis palustris subsp. palustris
  - Anacamptis palustris subsp. elegans (Heuff.) R.M.Bateman, Pridgeon & M.W.Chase
  - Anacamptis palustris subsp. robusta (T.Stephenson) R.M.Bateman, Pridgeon & M.W.Chase
- Anacamptis papilionacea (L.) R.M.Bateman, Pridgeon & M.W.Chase, 1997
- Anacamptis pyramidalis (L.) Rich., 1817
- Anacamptis sancta (Lam.) R.M. Bateman, Pridgeon & M.W. Chase, 1997

### Ibridi
Le diverse specie di Anacamptis possono frequentemente ibridarsi fra di loro dando vita alle seguenti entità:
- Anacamptis × albuferensis (Anacamptis fragrans × A. robusta)
- Anacamptis × bornemanniae (Anacamptis longicornu × A. papilionacea)
- Anacamptis × duquesnei (Anacamptis palustris × A. pyramidalis)
- Anacamptis × feinbruniae (Anacamptis caspia × A. israelitica)
- Anacamptis × gennarii (Anacamptis morio × A. papilionacea)
- Anacamptis × klingei (Anacamptis laxiflora × A. pyramidalis)
- Anacamptis × laniccae (Anacamptis morio × A. pyramidalis)
- Anacamptis × lesbiensis (Anacamptis pyramidalis × A. sancta)
- Anacamptis × simarrensis (Anacamptis fragrans × A. pyramidalis)
- Anacamptis × van-lookenii (Anacamptis papilionacea × A. pyramidalis)

Sono inoltre stati descritti ibridi con altri generi di Orchidinae tra i quali:
- ×Anacamptiplatanthera (Anacamptis × Platanthera)
- ×Anacamptorchis (Anacamptis × Orchis)
- ×Dactylocamptis (Anacamptis × Dactylorhiza)
- ×Gymnanacamptis (Anacamptis × Gymnadenia)
- ×Ophramptis (Anacamptis × Ophrys)
- ×Serapicamptis (Anacamptis × Serapias) [2]
  - × Serapicamptis anatolica (Renz & Taubenheim) J.M.H.Shaw, 2005 (A. laxiflora × S. orientalis)
  - × Serapicamptis andaluciana (B.Baumann & H.Baumann) H.Kretzschmar, Eccarius & H.Dietr., 2007 (A. coriophora × S. parviflora)
  - × Serapicamptis barlae (K.Richt.) J.M.H.Shaw, 2005 (A. papilionacea × S. lingua)
  - × Serapicamptis bevilacquae (Penz.) J.M.H.Shaw, 2005 (A. morio × S. neglecta)
  - × Serapicamptis capitata (E.G.Camus) H.Kretzschmar, Eccarius & H.Dietr., 2007 (A. morio × S. lingua)
  - × Serapicamptis correvonii (E.G.Camus & A.Camus) J.M.H.Shaw, Orchid Rev., 2005 (A. morio × S. lingua)
  - × Serapicamptis cytherea (B.Baumann & H.Baumann) H.Kretzschmar, Eccarius & H.Dietr., 2007 (A. papilionacea × S. orientalis)
  - × Serapicamptis debeauxii (E.G.Camus) J.M.H.Shaw, 2005 (A. papilionacea × S. cordigera)
  - × Serapicamptis ducoroniae (P.Delforge) J.M.H.Shaw, 2005 (A. morio × S. orientalis subsp. apulica)
  - × Serapicamptis duffortii (E.G.Camus) H.Kretzschmar, Eccarius & H.Dietr., 2007 (A. coriophora × S. lingua)
  - × Serapicamptis fontanae (E.G.Camus) H.Kretzschmar, Eccarius & H.Dietr., 2007 (A. morio × S. vomeracea)
  - × Serapicamptis forbesii Godfery, 1921  (A. pyramidalis × S. lingua)
  - × Serapicamptis garbariorum (Murr) J.M.H.Shaw, 2005 (A. morio × S. vomeracea)
  - × Serapicamptis ligustica (E.G.Camus) J.M.H.Shaw, 2005 (A. papilionacea × S. vomeracea)
  - × Serapicamptis mutata (E.G.Camus) J.M.H.Shaw, 2005 (A. palustris × S. neglecta)
  - × Serapicamptis myrtoa (Kalop. & Aperghis) J.M.H.Shaw, 2005 (A. papilionacea × S. bergonii)
  - × Serapicamptis nelsoniana (Bianco & al.) J.M.H.Shaw, 2005 (A. collina × S. parviflora)
  - × Serapicamptis pisanensis (Godfery) J.M.H.Shaw, 2005 (A. laxiflora × S. neglecta)
  - × Serapicamptis rousii (Du Puy) J.M.H.Shaw, 2005 (A. laxiflora × S. vomeracea)
  - × Serapicamptis timbali (K.Richt.) H.Kretzschmar, Eccarius & H.Dietr., 2007 (A. laxiflora × S. lingua)
  - × Serapicamptis tommasinii (A.Kern.) J.M.H.Shaw, 2005 (A. coriophora × S. vomeracea)
  - × Serapicamptis triloba (Viv.) J.M.H.Shaw, 2005 (A. papilionacea × S. neglecta)